# Songkran

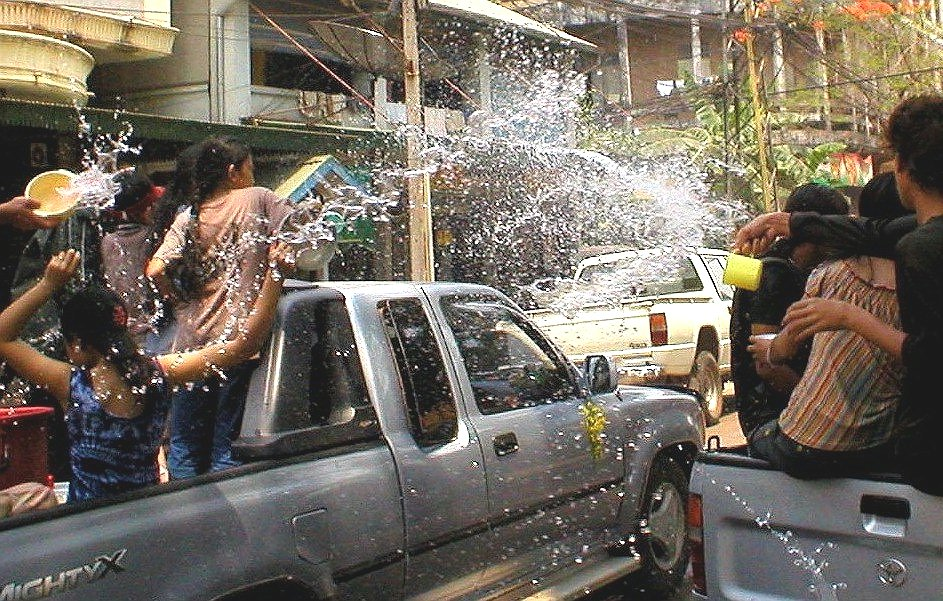
Té nước để mang đến điềm lành

Songkran (chữ Thái Lan: สงกรานต์) là ngày tết cổ truyền mừng năm mới của Thái Lan. Songkran được tổ chức vào ngày đầu năm theo Phật lịch (tương ứng với ngày 13-15/4 theo dương lịch) để đón năm mới. Đây là thời điểm người Thái tỏ lòng kính trọng với Đức Phật, dọn dẹp nhà cửa, té nước vào người cao tuổi nhằm tỏ lòng tôn kính. Trong thời gian diễn ra lễ hội, nhiều cuộc diễu hành, thi sắc đẹp được tổ chức. Ngoài ra, người ta còn nấu các món ăn truyền thống và mặc các trang phục nhiều màu sắc. Đặc biệt, trong tết Songkran, người dân sẽ té nước lên nhau bằng xô, súng phun nước, bóng... những người càng được té nhiều nước càng may mắn. 
Lễ hội này có nét giống lễ mừng năm mới ở các quốc gia theo Phật giáo Theravada, như ở Lào (Bunpimay), Campuchia (Chol Chnam Thmay), Myanmar (Thingyan), Sri Lanka, các vùng phía đông bắc Ấn Độ, vùng Tây Song Bản Nạp của Trung Quốc và người Thái (Việt Nam) (Then Kin Pang),  Người Lào (Việt Nam) (Bun Vốc Nặm). Tuy nhiên mỗi quốc gia có nghi thức lễ và hội có vài chi tiết khác nhau.

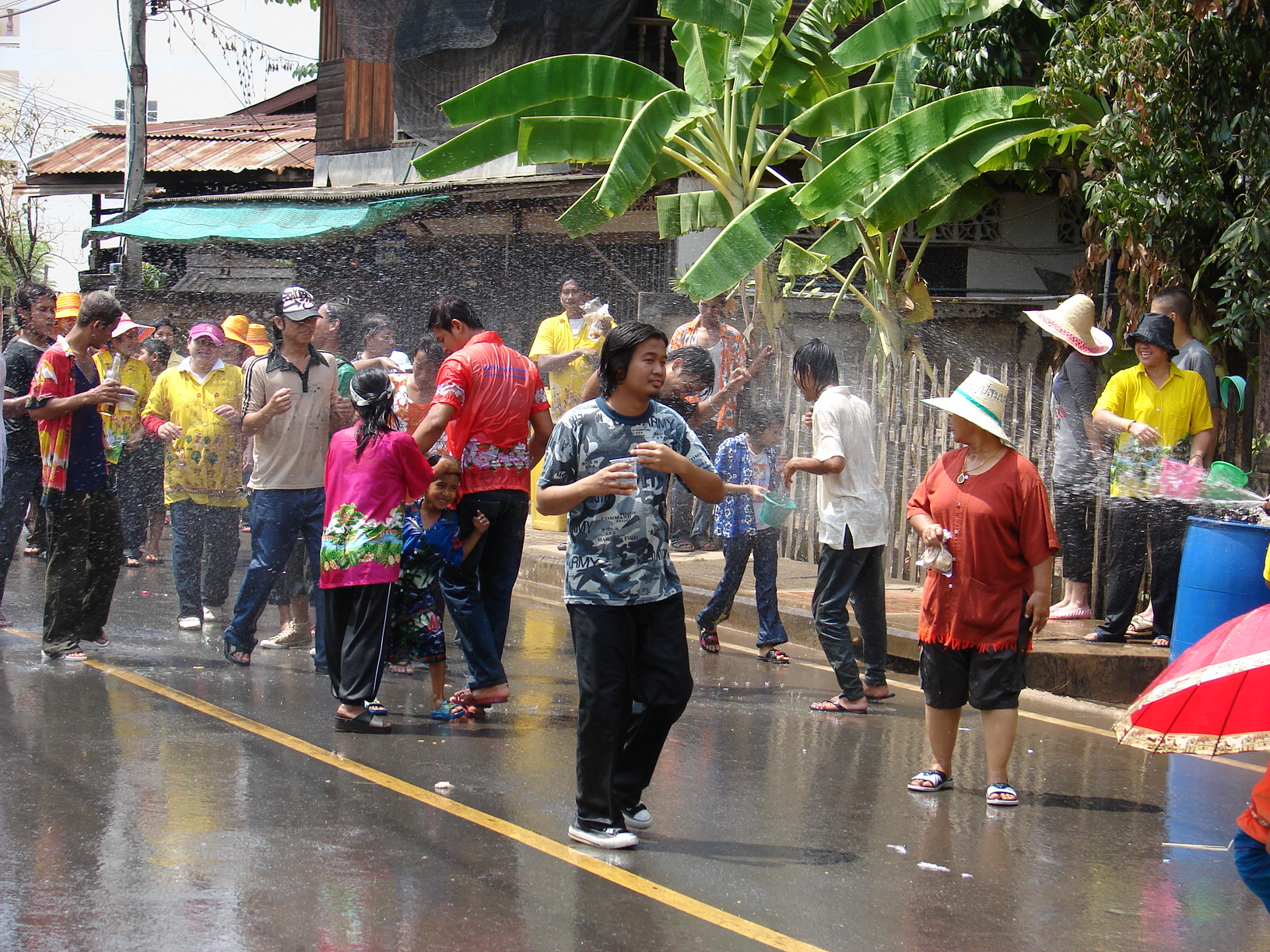
Té nước vào nhau để cầu chúc may mắn

## Tính cộng đồng
Tết té nước của Thái Lan mang tính chất cộng đồng nhiều hơn so với Tết cổ truyền của Việt Nam và Trung Quốc - thường hướng về gia đình. Do đó, lễ hội Songkran là một dịp lý tưởng để du khách tới chứng kiến và tham gia ngày hội.

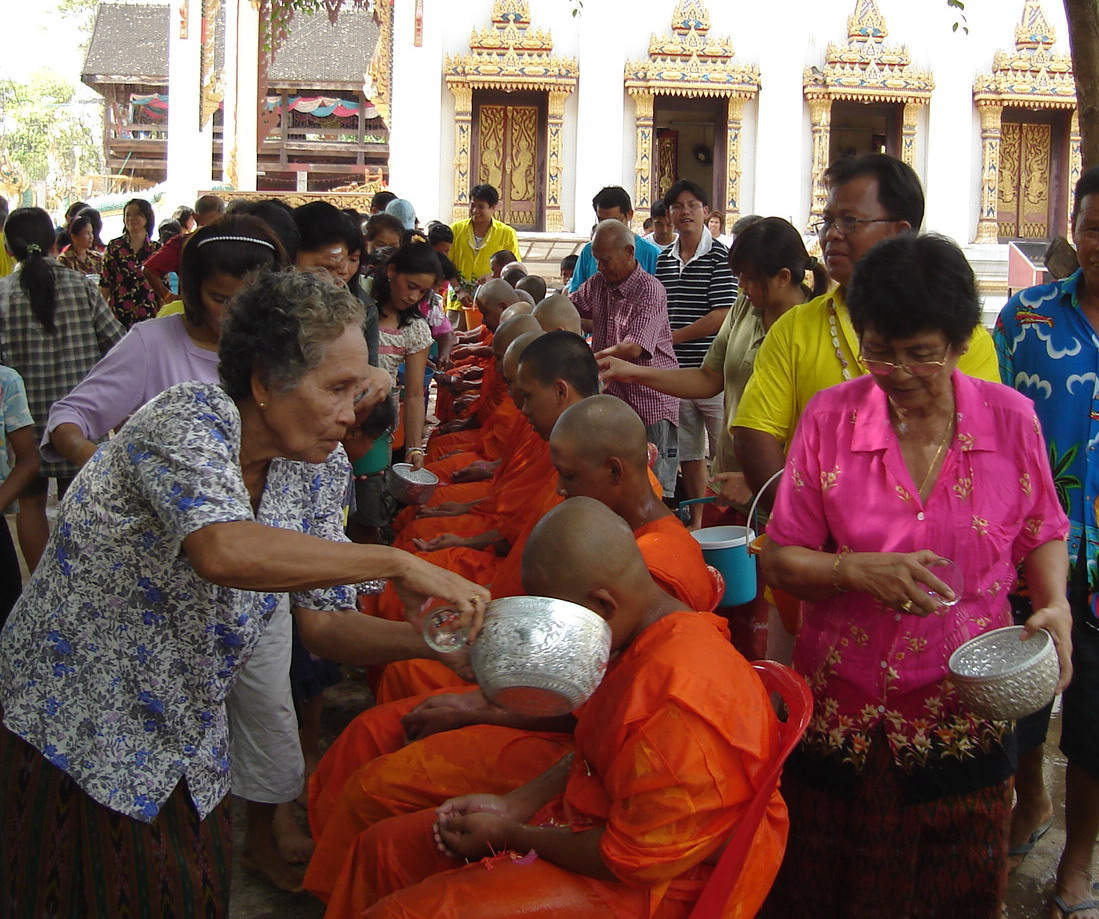
Gội rửa nước
để cầu may mắn

## Tắm Phật
Ở Thái Lan, Phật giáo là quốc giáo vì vậy nước này ăn tết theo Phật lịch. Theo Phật lịch, năm mới bắt đầu bằng ngày Đản sinh của Đức Bồ Tát Siddhartha 15/4 và ngày lễ chính thức được mở đầu bằng lễ tắm Phật trên chùa. Sau lễ tắm Phật, mọi người bắt đầu chào mừng năm mới bằng hội té nước. Từ năm 1941, Hoàng gia Thái đã quy định rằng ngày Tết Songkran bắt đầu vào ngày 13-4 (dương lịch) mỗi năm.

## Nguồn gốc Songkran

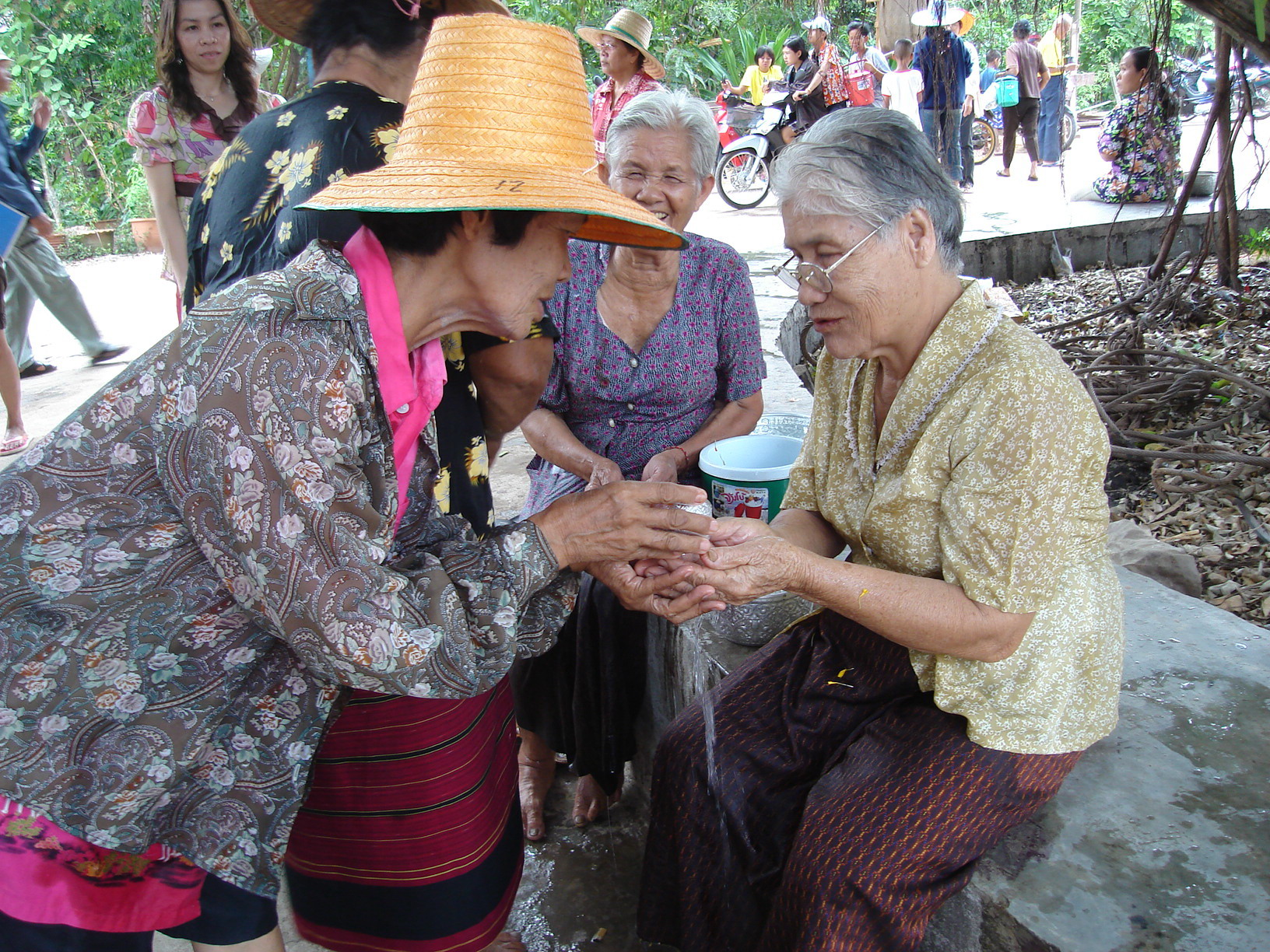
Các nghi thức rót nước vào tay